# Фелисити
„Фелисити“ (на английски: Felicity) е американски драматичен сериал, носител на награда Златен глобус, продуциран от Touchstone Television и Imagine Television за The WB Network. Той се върти около колежанските преживявания на главната героиня Фелисити Портър (изиграна от Кери Ръсел). Излъчва се в четири сезона от 1998 г. до 2002 г.

## „Фелисити“ в България
В България първи, втори и трети сезон на сериала са излъчени по Канал 1 през 2005-2006 г. В дублажа участват Ася Братанова, Цветослава Симеонова, Васил Бинев и Александър Воронов.
На 7 август 2008 г. трети сезон започва по Нова телевизия с разписание всеки делничен ден от 08:00 и завърши на 29 август. Повторенията му започват на 6 декември, всяка събота и неделя от 10:30 и приключват на 7 февруари 2009 г. Ролите се озвучават от артистите Мариана Жикич, Милена Живкова, Татяна Захова, Борис Чернев и Васил Бинев.
Повторно излъчване започва при стартирането на bTV Cinema, всеки ден от 08:00. Излъчването спира временно в края на декември 2009 г. На 9 януари 2010 г. то продължава с разписание всяка събота и неделя от 07:00, а от 6 март от 10:00. Дублажът е записан наново. Ролите се озвучават от артистите Светлана Смолева, Даниела Горанова, Георги Стоянов, Иван Петков и Явор Караиванов.